# 奇爾庫特 (加利福尼亞州)
奇爾庫特（英語：Chilcoot）是位於美國加利福尼亞州普盧默斯縣的一個非建制地區。該地的面積和人口皆未知。

## 地理
奇爾庫特的座標為39°47′52″N 120°08′23″W / 39.79778°N 120.13972°W，而該地的平均海拔高度為1528米（即5013英尺）。